# Молодёжный парламентаризм в России

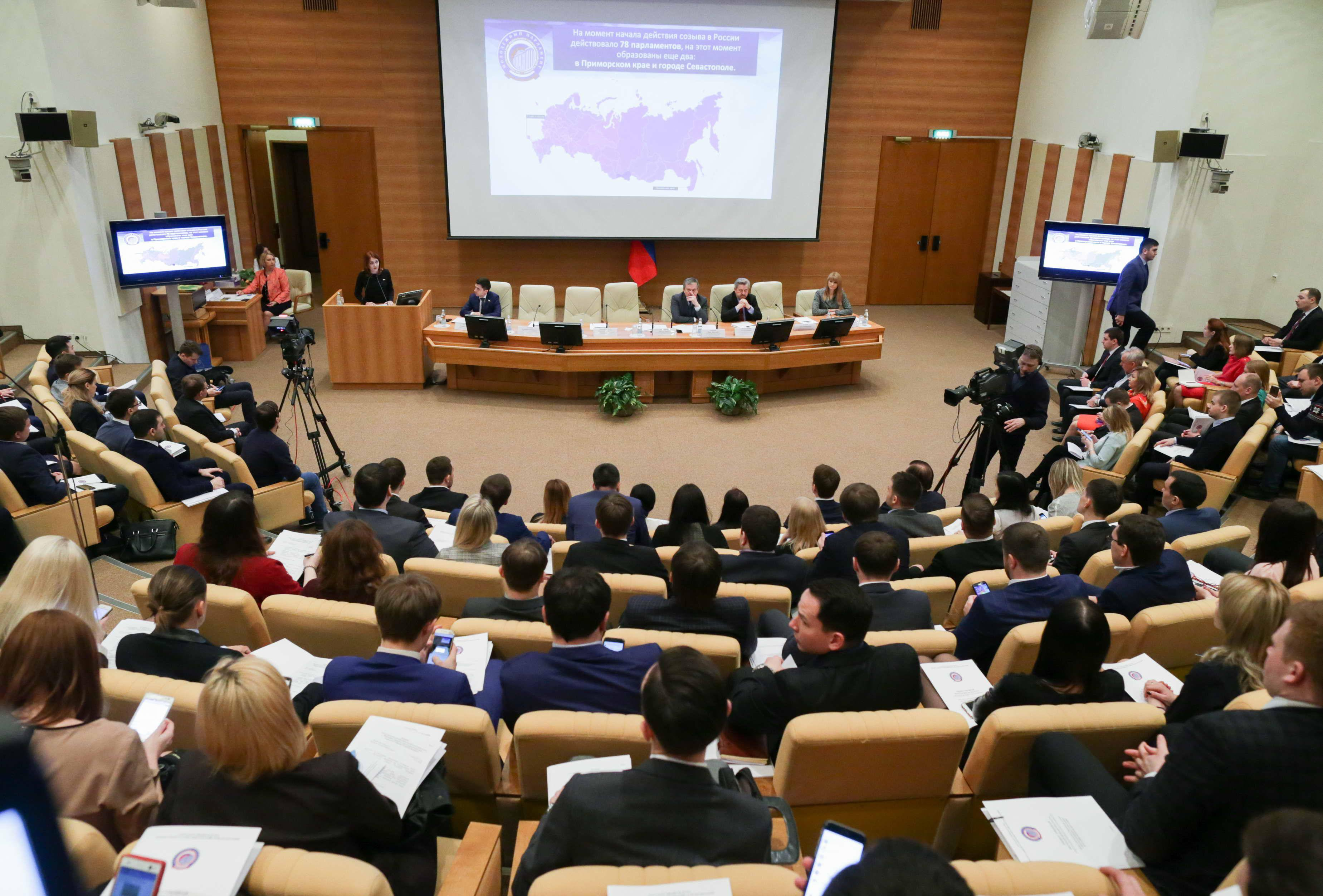
Заседание Молодёжного парламента
при Государственной Думе

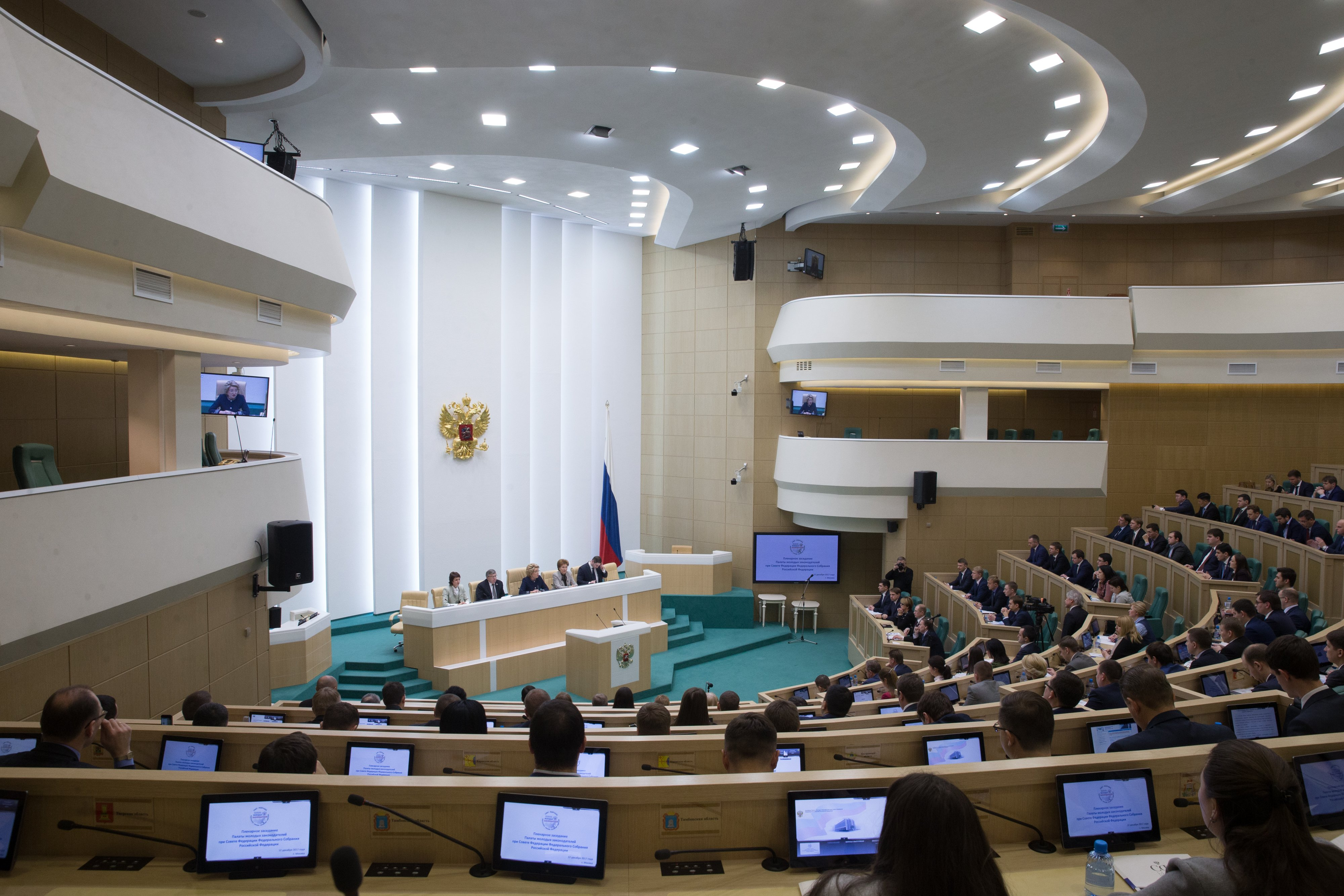
Заседание Палаты молодых законодателей
при Совете Федерации

Молодёжный парламентаризм в России начал развиваться с 1990-х годов. В 2003 году Министерство образования разработало рекомендации по развитию молодёжного парламентаризма. На сегодняшний день молодёжные парламентские структуры имеются на федеральном уровне и в большинстве регионов страны.

## История
В 1992 году Совет Европы принял Европейскую хартию об участии молодёжи в жизни муниципальных и региональных образований, адресованную в том числе и России, вступившей в Совет в 1996 году. Согласно разделу II Хартии, с целью успешного проведения молодёжной политики, муниципалитеты и другие территориальные образования обязуются «создать институты, оптимально отвечающие потребностям участия молодёжи в решениях и дискуссиях по касающимся её вопросам». Согласно Хартии, эти институты призваны дать молодёжи возможность стать партнёрами власти в проведении молодёжной политики.
Политолог Л. С. Пастухова выделяет три основных этапа развития Молодёжного парламентаризма в России: 1) хаотичное развитие молодёжного парламентаризма в регионах (начало 1990-х — 2002); 2) развитие молодёжного парламентаризма на федеральном уровне (2002—2006); 3) развитие молодёжного парламентаризма на основе обновлённого подхода в области государственной молодёжной политики (с 2006 года). По мнению политолога А. В. Кочеткова, молодёжный парламентаризм появился в России в связи с необходимостью заполнить нишу, которую ранее занимали комсомольские структуры.
Как отмечает российский исследователь Д.А. Федотов, первым в России институтом молодёжного представительства является Молодёжный парламент Вологодской области, который появился 21.11.1996 года на основании постановления Законодательного Собрания Вологодской области. Данный орган являлся одним из первых в Европе институтов молодёжного парламентаризма, привязанным к законодательному органу субъекта федерации. Из региональных молодёжных парламентов одним из первых в 1997 году был создан Молодежный парламент Республики Калмыкия. Однако он имел статус юридического лица и не был привязан к государственным структурам. Позднее возникли молодёжные парламенты Удмуртии и Якутии. С конца 1990-х в регионах России начала формироваться законодательная база молодёжного парламентаризма (статья 6 Закона Нижегородской области от 25 апреля 1997 г. № 70-З «О молодежной политике в Нижегородской области», статья 15 Закона Камчатской области от 31 марта 1997 г. № 78 «О государственной молодежной политике в Камчатской области», статья 14 Закона Калининградской области от 28 января 2000 г. № 169 «О государственной молодежной политике в Калининградской области» и другие).
Открытая дискуссия по вопросам молодёжного парламентаризма в России началась в марте 1999 года в Институте молодёжи (МосГУ) в рамках круглого стола «Молодёжный парламент — механизм реализации молодёжной политики, интересов молодёжи через участие в выборах всех уровней». В январе 2003 году в Рязани прошёл I Всероссийский семинар-совещание «Развитие молодёжного парламентаризма в Российской Федерации», ознаменованный выпуском материалов по его итогам об опыте работы молодёжных парламентских структур в регионах России. Важной составляющей семинара-совещания стала разработка Рекомендаций по развитию молодёжного парламентаризма в Российской Федерации, на основе которых в дальнейшем были созданы молодёжные парламентские структуры в большинстве субъектов Российской Федерации. В 2005 году был зарегистрирован Центр развития молодёжного парламентаризма в России.
В 2004, 2005, 2006, 2007 годах прошли Всероссийские форумы молодых парламентариев, где были подготовлены такие документы, как Рекомендации по взаимодействию молодёжных парламентских структур с избирательными комиссиями разного уровня (2005 г.), Концепция по участию молодёжи в развитии российских территорий (2006 г.). Они легли в основу развития молодёжного парламентаризма. В 2008 году на V Всероссийском форуме Молодых парламентариев была создана «Ассоциация молодёжных парламентов Российской Федерации», в которую вошли 72 молодёжных парламента субъектов РФ.
Решением Государственной думы от 4 июля 2001 № 1742-III ГД была создана Общественная молодёжная палата при Государственной Думе Федерального Собрания РФ (в 2011 году переименована в Молодёжный парламент). Общественная молодёжная палата (Молодёжный парламент) формируется из представителей молодёжных парламентских и общественных структур из регионов страны. Она была призвана стать дискуссионной площадкой для обсуждения актуальных вопросов и выработки согласованных решений. Основной целью Молодёжного парламента при Государственной Думе было заявлено содействие деятельности Государственной Думы в области законодательного регулирования прав и законных интересов молодёжи, основными задачами — приобщение молодёжи к парламентской деятельности, формирование правовой и политической культуры молодёжи.
В 2004 году была образована Молодёжная парламентская Ассамблея при Совете Федерации Федерального Собрания РФ — совещательный орган по взаимодействию с молодёжными парламентами субъектов РФ и молодежными общественными объединениями России. В 2012 году Ассамблея была упразднена, а вместо неё была образована Палата молодых законодателей. По словам председателя Комитета СФ по социальной политике В. А. Жидких, основной задачей Палаты молодых законодателей является «развитие молодёжного парламентского движения в России, популяризация принципов парламентаризма и демократии в молодёжной среде».
Из результатов работы молодёжных парламентов страны можно отметить Закон города Москвы от 30.09.2009 № 39 «О молодежи», где были учтены предложения молодёжного парламента города. В принятой в 2017 году Правительством России Концепции демографической политики Дальнего Востока были учтены предложения молодых парламентариев по предоставлению льгот для молодёжи. Молодёжный парламент при Государственной думе ежегодно проводит масштабные всероссийские тесты по истории Великой Отечественной войны и по истории Отечества, в которых приняли участие сотни тысяч человек.
По данным на 2018 год, в России функционируют 81 региональный парламент. Правом законодательной инициативы обладают молодёжные парламенты из 11 регионов: Еврейская автономная область, Дагестан, Ставропольский край, Оренбургская, Калужская, Самарская, Томская, Магаданская, Тамбовская, Волгоградская и Курганская области. В стране имеется более 3000 муниципальных молодёжных парламентов. Численность молодых парламентариев превышает 40 тысяч человек.

## Цели и задачи
Согласно Рекомендациям по развитию молодёжного парламентаризма в Российской Федерации, содержащимся в инструктивном письме Министерства образования РФ от 24 апреля 2003 года, целью молодёжного парламентаризма является «привлечение молодёжи к активному участию в жизнедеятельности государства, разработке и реализации им эффективной молодёжной политики путём представления законных интересов молодых граждан и общественно значимых идей в различных молодёжных общественных консультативно-совещательных структурах, прежде всего молодёжных парламентах».
Задачей молодёжного парламентаризма является эффективное сотрудничество молодёжи с руководством страны, региона или муниципального образования. Результатом такого сотрудничества может быть привлечение внимания власти и общества к проблемам молодёжи. Власть также может использовать потенциал молодёжи для решения важных проблем государства и общества. Молодёжный парламентаризм может рассматриваться и как инструмент обучения молодёжи избирательным технологиям. В будущем он может стать институтом реализации конституционных прав молодёжи. Другими задачами молодёжного парламентаризма является формирование кадрового потенциала страны и обеспечение участия молодёжи в разработке и реализации государственной молодёжной политики. По мнению политолога О. Б. Фурсова, «молодёжный парламентаризм выполняет следующую миссию — способствует построению гражданского общества через распространение культуры парламентаризма, развитие коммуникативных и организаторских навыков участников молодежного движения».

## Структура
Молодёжные парламенты в России имеют трёхуровневую структуру:
- Федеральный уровень — Молодёжный парламент при Государственной думе и Палата молодых законодателей при Совете Федерации;
- Региональный уровень — молодёжные парламенты при государственных органах субъектов Российской Федерации;
- Муниципальный уровень — молодёжные парламентские структуры при муниципалитетах, в том числе при школах, клубах и прочих организациях.